# Jepičí život (Hvězdná brána)
Jepičí život je 8. epizoda 1. řady scifi seriálu Hvězdná brána.

## Děj
SG-1 dorazí na planetu Argos a Dr. Daniel Jackson musí ihned asistovat při porodu jedné z místních žen. Porod je úspěšný, rodiče Danielovi děkují a na jeho počest dají dítěti jméno Dan-el.
Daniel zjišťuje, že kultura uctívá starověkého řeckého hrdinu, Pelopse, jako boha. Pelops musel přivést místní obyvatele na Argos velmi dávno, ale již zde není kromě jeho sochy před hvězdnou bránou.
Argosiané se chovají k SG-1 velmi dobře a jedna žena, Kynthia, má velké sympatie k plukovníku Jackovi O'Neillovi a nabídne mu koláč s drogou. Tím, že ho snědl, potvrdil podle místního zvyku svůj sňatek s Kynthií. V noci však všichni Argosiané, stejně jako Jack, náhle usnou přesně ve stejnou dobu. Kapitán Samantha Carterová předpokládá, že je něco v Argosianské stravě, co to způsobilo. Druhý den, se všichni probudí v přesně stejnou dobu.
Brzy se Daniel setkává s rodiči malého novorozence Dan'ela a zjistí, že je z něj už batole. Trochou vyšetřování zjistí, že Argosiané žijí pouze 100 dnů, a celý jejich život je vtěsnán do této doby: oni zestárnou velmi rychle, ale vychutnávají si "Všechno, co jim Pelops dal."
Po návratu do SGC, Sam a Dr. Janet Fraiserová identifikují nanocyty v krvi Jacka a Argosianů, které jsou zodpovědné za to, že stárnou tímto rychlým tempem. Pelops experimentoval na Argosianech: chtěl vidět, jak se Goa'uldský hostitel (tj. člověk) vyvine, a proto urychlil proces evoluce. Z neznámých důvodů Argos opustil ještě před tím, než jeho práce mohla být dokončena.
V SGC neví jak léčit Jacka, který nyní vypadá na 80 let, a není mu dovoleno vrátit se domů, aby nenakazil ostatní. Jack chodí a mluví s Kynthií, přejdou za hranice vesnice a v noci neusnou jako ostatní. Jack si uvědomí, že musí ve vesnici existovat nějaký vysílač, který způsobuje fungování nanocytů.
Vysílač je objeven v soše Pelopse a jeho vypnutím se zastaví funkce nanocytů. Argosiané budou nyní žít plnohodnotný lidský život a mohou jít spát, kdy se jim zlíbí. Sam si také uvědomlia, že nanocyty pouze simulovaly vliv stáří, a tak teď, když jsou deaktivovány, Jackův vlastní imunitní systém jej vrátí do jeho původní věku.